# زندگی دیوانه من
زندگی دیوانه من (به اسپانیایی: Mi Vida Loca) فیلمی محصول سال ۱۹۹۳ و به کارگردانی الیسون آندرس است. در این فیلم بازیگرانی همچون آنجل آولیس، سیدی لوپز، جیکوب بارگاس، دنی ترخو، سلما هایک، جیسون لی و اسپایک جونز ایفای نقش کرده‌اند.